# پائولا پاجی
پائولا پاجی (ایتالیایی: Paola Paggi؛ زادهٔ ۶ دسامبر ۱۹۷۶) بازیکن والیبال زن اهل ایتالیا بود. وی در بازی‌های المپیک تابستانی ۲۰۰۰ شرکت کرده‌است.